# أمن صحي
الأمن الصحي هو مصطلح يشمل أنشطة وإجراءات عبر الحدود السيادية تخفف من حوادث الصحة العامة؛ لتأمين صحة السكان. يعَد الأمن الصحي نموذجًا متطورًا في مجالات العلاقات الدولية ودراسات الأمن. يرى أنصار الأمن الصحي أن على جميع الدول أن تتكبد مسؤولية حماية الصحة ورفاهية سكانها. بينما يرى المعارضون أن الأمن الصحي يصطدم مع الحريات المدنية والتوزيع المنتظم للموارد
وفقًا لمنظمة الصحة العالمية (دابليو إتش أو) يشمل الأمن الصحي «الأنشطة المطلوبة لتقليل خطر حوادث الصحة العامة الحادة وتأثيرها الذي يعرّض الصحة الجماعية للسكان الذين يقطنون المناطق الجغرافية والحدود الدولية للخطر». تتحمل الحكومات -على مستوى العالم- مسؤولية حماية الصحة لسكانها.
بحلول تحديات أمنية جديدة ناتجة عن الزيادة في قابلية الإصابة بالأمراض المعدية العالمية، ظهرت حاجة أكبر للالتزام العالمي والتعاون في سبيل الصحة العامة. أصبحت العولمة والقلق عابر الحدود المتعلق بانتشار الأمراض المعدية جزءًا لا يتجزأ من برامج الأمن القومي والدولي. أصبحت الأمراض والجوائح والأوبئة مصدر قلق متزايد لصانعي السياسات العالمية والحكومات، ما يدعو إلى توفير موارد أساسية لتنفيذ الإجراءات الصحية الفعالة. تؤدي منظمة الصحة العالمية ومبادرات -مثل برنامج الأمن الصحي العالمي- دورًا أساسيًا في مناصرة الأمن الصحي تهدف إلى تطوير الكشف عن الأمراض والوقاية منها والتصدي للأمراض المعدية عبر مراقبة الصحة العامة والشراكات بين الدول.
يعَد الأمن الصحي مصطلحًا أو إطارًا لقضايا الصحة العامة التي تتضمن حماية السكان على الصعيد الوطني من التهديدات الصحية الخارجية كما في الجوائح.
هناك أربعة أنواع للأمن تؤخذ بعين الاعتبار في هذا السياق: الأمن البيولوجي، وأمن الصحة العالمية، والأمن البشري، والأمن القومي.

## دور المنظمات

### منظمة الصحة العالمية
اعترفت منظمة الصحة العالمية في عام 1948 بخطورة الحوادث الوبائية في أعقاب الإنفلونزا الإسبانية التي حدثت في عام 1918. أثبتت الآثار المترتبة على مجمل الحوادث الوبائية في أثناء فترة الحرب العالمية الثانية -مثل الملاريا والكوليرا والحمى الصفراء والتيفوئيد والتيفوس- الحاجة إلى تأسيس مؤسسة للحد من التهديدات على حياة الإنسان والآثار الاقتصادية المترتبة على هذه الأحداث. كانت منظمة الصحة العالمية مدعومة بالسلطات الدستورية لمكافحة الأوبئة والجوائح.
تؤدي منظمة الصحة العالمية دورًا رسميًّا في توجيه سياسات الأمراض العالمية والوقاية منها. فتعمل وسيطًا بين الدول لضمان سلامة السكان عبر العمل الصحي الجماعي. تشرف منظمة الصحة العالمية على الوقاية من الأمراض المعدية والسيطرة عليها وإيقاف انتشارها ومساعدة الحكومات عالميًا. لدى المنظمة دور تنظيمي وسلطة لتوجيه الأنشطة الصحية العالمية لإدارة تفشي الأمراض المعدية والأمن الصحي.
وضعت اللوائح الصحية العالمية لعام 2005 لمنظمة الصحة العالمية معايير للكشف عن تفشي الأمراض العالمية والتصدي لها. تُلزَم الدول الموقعة على منظمة الصحة العالمية البالغ عددها 194 باللوائح الصحية العالمية المقررة للمساعدة على الوقاية من تهديدات الأمراض العامة والتصدي لها. يطالَب من الموقعين أن يبلغوا عن حوادث الصحة العامة التي قد تشكّل تهديدًا على سكان العالم في غضون 24 ساعة من الكشف. مكّنت الوسائل التكنولوجية المتقدمة لترصد الأمراض من الكشف عن حوادث الصحة العامة والتصدي لها بفعالية في الوقت المناسب.

### مراكز السيطرة على الأمراض والوقاية منها (سي دي سي)
تعَد مراكز السيطرة على الأمراض والوقاية منها مؤسسات صحة عامة في الولايات المتحدة تقود الأمن الصحي، وتكون مسؤولة عن حماية السكان من تهديدات الصحة والأمن والسلامة. أصبح الأمن الصحي مصدر قلق متزايد لصانعي السياسات، فأصبح أكثر مركزية في برامج الصحة العامة في الولايات المتحدة.
بدأت مراكز السيطرة على الأمراض والوقاية منها -بعد أحداث 11 سبتمبر 2001- الإرهابية بتخزين الموارد ضمن خطوة احترازية سابقة للإرهاب البيولوجي لتقوية تأهب الصحة العامة لأزمات الصحة  والحروب البيولوجية. يتضمن المخزون الاحتياطي المطاعيم والأدوات الطبية والعلاجات، على أن يصبح في متناول اليد في غضون 12 ساعة من أزمة الصحة العامة. وعلى الصعيد الدولي حُضر مخزون احتياطي؛ فصارت مراكز السيطرة على الأمراض والوقاية منها إطارًا للأمن الصحي العالمي.

### الخطة العالمية للأمن الصحي (جي إتش إس إيه)
نُفذت الخطة العالمية للأمن الصحي في عام 2014 ضمن استجابة لتنامي تهديد مرض فيروس إيبولا، لزيادة القدرات على الكشف عن الأمراض والوقاية منها والتصدي للأمراض المعدية التي قد تحدث عمدًا أو بغير قصد. تُعد الخطة مجهودًا مشتركًا من 67 دولة، ومنظمة الصحة العالمية، والمنظمة العالمية لصحة الحيوان (أو آي إي)، ومنظمة الأغذية والزراعة (فاو). اندمجت بعض الدول والمنظمات غير الحكومية والمنظمات الدولية وشركات القطاع الخاص لإحراز تقدم في الأمن العالمي للأمراض المعدية. تُلزم الدول برفع مستوى الأمن الصحي العالمي بصفته أولوية للأمن القومي.
التزمت الخطة العالمية للأمن الصحي بضمان التأهب لمواجهة الأوبئة والجوائح. وتساعد الخطة الدولَ على تحديد نقاط القوة والضعف في النظم الصحية المحلية والدولية مؤكدةً على تقديم المساعدة عند الضرورة. أظهرت جائحة كوفيد-19 في عام 2020 ضرورة الاستجابة العالمية المنتظمة في سبيل تأمين جاهزية الحكومات لحماية الصحة العامة.

### مبادرة الأمن الصحي العالمي (جي إتش إس آي)
أُسست مبادرة الأمن الصحي العالمي للتصدي لتهديد الإرهاب البيولوجي المتزايد. وتوسعت المبادرة شاملةً تهديدات الجوائح وللحد من انتشار الأمراض المعدية. أصبحت مبادرة الأمن الصحي العالمي في عام 2001 شراكة عالمية غير رسمية بين الدول تلتزم بتقوية التأهب الصحة العامة والتصدي لتهديدات الصحة العالمية. تعَد الجوائح والتهديدات البيولوجية والكيميائية والإشعاعية النووية مهمة للأمن الصحي العالمي. أُسست المبادرة على أساس تبادل المعلومات بين الدول وتنسيق أنشطتها في سبيل التصدي لتهديدات الإرهاب البيولوجي.

## السياسة والاستجابات
تتضمن أمننة الصحة العالمية حل أشكال انعدام الأمان التي تمهد لانتشار الأمراض. لدى أزمات الصحة العامة وأنظمة الرعاية الصحية ضيقة النطاق قدرة على تقويض الاقتصاد العالمي والأمن العالمي. يعَد التكيف مع انعدام الأمن الصحي الناجم عن تغير أنماط الأمراض المعدية جزءًا لا يتجزأ من خطط الأمن الصحي العالمي. يساعد فهم نقاط الضعف صانعي السياسية على تحديد انعدامات الأمن الصحي واستهدافها للوقاية من انتشار الأمراض المعدية وعلاجها.

## الانتقادات
عارض بعض صانعي السياسة والأكاديميين أمننة الصحة العامة. يرى مناصرو الأمن الصحي أن الأمننة تطور من الاستجابة للأزمات الصحية. إذ إن أمننة الصحة العامة تساعد الحكومات على توظيف الموارد الضرورية والخبرات المطلوبة في سبيل تخفيف الأمراض المعدية والتهديدات الصحية التي تمس السكان.
منتقدو الأمن الصحي قلقون إزاء الأثر على الحريات المدنية والتوزيع العادل العالمي. وقد زادت أمننة الصحة من القلق بشأن حقوق الإنسان؛ إذ إن الصحة العامة مسيّسة ومعسكرَة. أثرت معارضة الربط بين الصحة والأمن من الحكومات وذوي المصالح الصحية العامة في السياسة. وانتُقدت آليات الأمن الصحي لأنها قادرة على تحريض استجابة مضادة للديموقراطية عند التصدي للأزمات الصحية. أخذ كثير من الأكاديميين وصناع القرارات السياسية الآثار الاجتماعية لأمننة الصحة بعين الاعتبار. على سبيل المثال، تشكّل أمننة مرضى فيروس العوز المناعي البشري/الإيدز بصفتهم تهديدًا لأمن الدولة -بدلًا من الفيروس نفسه- أزمةً اجتماعية. يستطيع الربط بين الأمن والصحة تهديدَ حقوق الإنسان أو قد يؤدي إلى إعطاء أولويات لبعض الأمراض على حساب احتياجات صحية أخرى.